# Kusen
Kusen är en sjö i Skara kommun i Västergötland och ingår i Göta älvs huvudavrinningsområde. Sjön har en area på 0,0461 kvadratkilometer och ligger 126,1 meter över havet. Kusen ligger i Höjentorp-Drottningkullen Natura 2000-område. Kusen ligger vid Riksväg 49. År 2023 tvingades Skara kommun riva en bäverdamm vid sjön som riskerade översvämma vägen.

## Delavrinningsområde
Kusen ingår i det delavrinningsområde (647653-137378) som SMHI kallar för Utloppet av Tåsjön. Medelhöjden är 137 meter över havet och ytan är 2,89 kvadratkilometer. Det finns inga delavrinningsområden uppströms utan avrinningsområdet är högsta punkten. Vattendraget som avvattnar avrinningsområdet har biflödesordning 6, vilket innebär att vattnet flödar genom totalt 6 vattendrag innan det når havet efter 263 kilometer. Delavrinningsområdet består mestadels av jordbruk (72 procent). Avrinningsområdet har 0,16 kvadratkilometer vattenytor vilket ger det en sjöprocent på 5,5 procent. Bebyggelsen i området täcker en yta av 0,23 kvadratkilometer eller 8 procent av avrinningsområdet.